# الندیل
الندیل (انگلیسی: Elendil) شخصیتی تخیلی در رشته‌افسانه‌های جی. آر. آر. تالکین است. به او در ارباب حلقه‌ها، سیلماریلیون و قصه‌های ناتمام اشاره شده است. او پدر ایسیلدور و آناریون و آخرین ارباب آندونیه در جزیرهٔ نومه‌نور بود. الندیل پس از جان سالم به در بردن از نابودی نومه‌نور با کشتی به سرزمین میانه می‌رود و در آن‌جا به نخستین پادشاه والای آرنور و گاندور تبدیل می‌شود. در طول آخرین اتحاد انسان‌ها و الف‌ها، الندیل و گیل-گالاد قلعهٔ باراد-دور متعلق به ارباب تاریکی سائورون را محاصره کردند و تن به تن با او برای حلقه یگانه مبارزه کردند. الندیل و گیل-گالاد هر دو کشته شدند و پسر الندیل، ایسیلدور، حلقه را برای خودش گرفت.
تالکین الندیل را یک «شخصیت نوحی» نامید که منعکس‌کنندهٔ نوح در کتاب مقدس است. الندیل از طوفانی که نومه‌نور را غرق کرد، جان به در برد، که خود منعکس‌کنندهٔ افسانهٔ آتلانتیس بود، و قلمروهای جدید نومه‌نوری را در سرزمین میانه پایه‌گذاری کرد.

## پیشینه
الندیل در سال ۳۱۱۹ دورهٔ دوم در نومنور به دنیا آمد. او پسر آماندیل و فرمانروای آندونیه است. او رهبری گروهی را به عهده دارد که به «وفاداری» مشهورند (کسانی که به والار وفادار ماندند). الندیل با الف‌ها رابطهٔ دوستی محکمی برقرار کرد و در برابر پلیدی سائورون ایستاد. واژهٔ الندیل در کوئنیا به معنی «دوست الف‌ها» یا «عاشق ستاره» است.
الندیل، پسرانش ایسیلدور و آناریون و حامیانشان به سرزمین میانی فرار کردند. الندیل در لیندون لنگر انداختند اما امواج ایسیلدور و آناریون را به خلیج بلفالاس و دهانهٔ رود آندوئین بردند. آنها در سال ۳۳۲۰ آرنور و گاندور را در سرزمین میانی بنا نهادند و «سنگ‌های جهان بین» یا پالانتیری (مفرد: پالانتیر) را از آن خود کردند. این گوی جهان بین را الف‌های تول ارسئا به همراه درخت سپید نومنور و دانهٔ نیملاث به فرمانروای آندوئینه داده بودند.
در کتاب افسانه‌های ناتمام آمده است که الندیل پس از لنگر انداختن در سرزمین میانی به زبان کوئنیا می‌گوید: بیرون از دریای بزرگ به سرزمین میانی آمده‌ام. در این مکان پایداری می‌کنم. من و فرزندانم. تا پایان دنیا. سنت چنان شد که الندیل و ۳۸ نسل پس از او تا آراگورن دوم هنگامی که تاج گاندور را بر سر می‌گذاشتند این جملات را تکرار می‌کردند.
الندیل در آرنور زندگی کرد جایی که شهر آنومیناس را بنیان نهاد. پسرش آناریون شهر میناس آنور را در گاندور و پسر دیگرش ایسیلدور، میناس ایتیل را در ایتیلین بنیان نهادند. در سوی دیگر آندوئین شهر اسگیلیاث ساخته شد در فاصلهٔ میان شهرها برج‌هایی ساخته شد که سنگ‌های جهان بین یا پالانتیری در آن‌ها قرار داشت و با کمک این گوی‌های جهان بین شهرها با هم در ارتباط بودند.